# Борисюк Микола Кіндратович
Мико́ла Кіндра́тович Борисю́к (1919—2014) — радянський військовик, учасник Другої світової війни, почесний громадянин Бердичева, відмінник народної освіти України.

## Життєпис
Народився 1919 року в селі Скраглівка. Закінчив сільську школу, Бердичівський педагогічний технікум, працював вчителем. Від 1939 року — у рядах РА, танкіст.
Протягом 1941—1945 років брав участь у боях німецько-радянської війни, яку закінчив в Берліні, нагороджений бойовими орденами та медалями.
Після війни продовжує навчатися, закінчив Бердичівський вчительський інститут. Працював учителем в Скраглівці, згодом — як редактор районної і військової газет, в райкомі та міськкомі партії. Від 15 липня 1971 року — директор та вчитель 17-ї школи Бердичева. В школі працював з дружиною-вчителькою Раїсою Савичною (до шлюбу Брисюк).
Вже 1975 року школа № 17 стала кращою у Бердичеві. Обирався депутатом Бердичівської міської ради.
Помер 15 січня 2011 року, похований 16-го в Бердичеві у секторі почесних поховань загальноміського кладовища.

### Вшанування
- почесний громадянин Бердичева (рішення міської ради від червня 2009 року)